# Герберт Прогазка
Ге́рберт Прога́зка (нім. Herbert Prohaska, *8 серпня 1955, Відень, Австрія) — колишній австрійський футболіст і футбольний тренер. Лауреат Ювілейної нагороди УЄФА як найвидатніший австрійський футболіст 50-річчя (1954–2003).

## Клубна кар'єра
Прогазка почав професійну футбольну кар'єру у віденській «Аустрії», куди в 1972 році перейшов із аматорського клубу «Остбан XI». До 1980 року у складі «Аустрії» він здобув чотири титули чемпіона Австрії і тричі здобував Кубок Австрії. В 1980 році він перейшов до міланського «Інтера», за який грав два сезони. У другому сезоні у складі «Інтера» він здобув Кубок Італії і перейшов до столичної «Роми». Вже в перший сезон він здобув з «Ромою» титул чемпіона Італії, однак по закінченню сезону влітку 1983 року повернувся до «Аустрії». «Аустрія» протягом наступних трьох сезонів поспіль виборювала чемпіонський титул, а в 1986 році також здобула Кубок Австрії. В 1989 році Прогазка завершив ігрову кар'єру.
Серед уболівальників Прогазка здобув прізвисько Schneckerl, що німецькою мовою означає «кудлатий»; цим прізвиськом він завдячує своїй надзвичайно пишній зачісці, яку він носив на початку своєї кар'єри.

## Національна збірна
Герберт Прогазка дуже вдало виступав за національну збірну Австрії, за яку з 1974 по 1989 роки він зіграв 83 матчі, забивши 10 м'ячів. Саме йому належить знаменитий «ізмірський шпіц» — гол, забитий під час кваліфікаційного матчу до чемпіонату світу 1978 року проти збірної Туреччини у турецькому місті Ізмір; цей гол дозволив Австрії вперше за попередні 16 років взяти участь у фінальному розіграші світової першості. У складі австрійської збірної Прохазка брав участь у цьому чемпіонаті, зокрема, він грав в матчі «кордовського дива», коли Австрія з рахунком 3:2 обіграла Західну Німеччину. Прохазка грав за національну збірну і на наступному чемпіонаті світу у 1982 році.

## Тренерська кар'єра
Невдовзі по закінченні ігрової кар'єри Прогазка був призначений на посаду головного тренера віденської «Аустрії». До 1992 року під його керівництвом клуб двічі ставав чемпіоном Австрії і двічі виборював кубок країни. В 1993 році він був призначений тренером національної збірної, яку вдало провів через кваліфікацію до чемпіонату світу 1998 року у Франції; Австрія посіла перше місце у кваліфікаційній групі. У фінальному розіграшу чемпіонату Австрія зіграла внічию 1:1 з Камеруном і Чилі і програла Італії 1:2, чого не вистачило для виходу за межі групового етапу.
Під керівництвом Прогазки у травні 1999 Австрія досягла 17-го місця у рейтингу ФІФА, що станом на 2008 рік залишається її найвищою позицією у цьому рейтингу.
На початку наступного відбірного циклу Австрія зазнала нищівної поразки 0:9 від Іспанії, після якої Прогазка подав у відставку. З 1999 по 2000 роки Прогазка знову тренував віденську «Аустрію», після чого покинув великий футбол.

## Інше
По закінченню тренерської кар'єри Прогазка працює футбольним експертом на австрійському телебаченні, веде спортивну колонку в газеті «Кронен Цайтунг».
У 2004 році Прогазка був визнаний національною федерацією «найвидатнішим австрійським футболістом XX сторіччя». Прогазка має державні нагороди: Срібний знак пошани за заслуги перед Австрійською республікою (1997), Золотий знак пошани за заслуги перед Австрійською республікою (2005), а також Золотий знак пошани за заслуги перед федеральною землею Нижня Австрія.

## Досягнення

### Гравець
- 7-разовий чемпіон Австрії: 1976, 1978, 1979, 1980, 1983, 1984, 1985 (у складі «Аустрії»).
- 4-разовий володар Кубка Австрії: 1974, 1977, 1980, 1986 (у складі «Аустрії»).
- Чемпіон Італії: 1983 (у складі «Роми»).
- Володар Кубка Італії: 1982 (у складі «Інтернаціонале»).
- Учасник двох чемпіонатів світу: 1978 в Аргентині (7-е місце), 1982 в Іспанії (8-е місце).
- Фіналіст Кубка володарів кубків: 1978 (у складі «Аустрії»).

### Тренер
- Дворазовий чемпіон Австрії: 1991, 1992 (з «Аустрією»).
- Дворазовий володар Кубка Австрії: 1990, 1992 (з «Аустрією»).
- 2-разовий володар Суперкубка Австрії: 1990, 1991 (з «Аустрією»).
- Учасник чемпіонату світу 1998 року у Франції (груповий етап).

### Особисті відзнаки
- Австрійський футболіст року в 1984, 1985, 1988 роках.
- Найвидатніший австрійський футболіст 50-річчя (1954–2003).